# Nikolaus Brauns
Nikolaus (Nick) Brauns (* 4. November 1971 in München) ist ein deutscher Journalist. Seit April 2023 einer der beiden stellvertretenden Chefredakteure der Jungen Welt, wurde er im September 2024 Co-Chefredakteur dieser Zeitung.

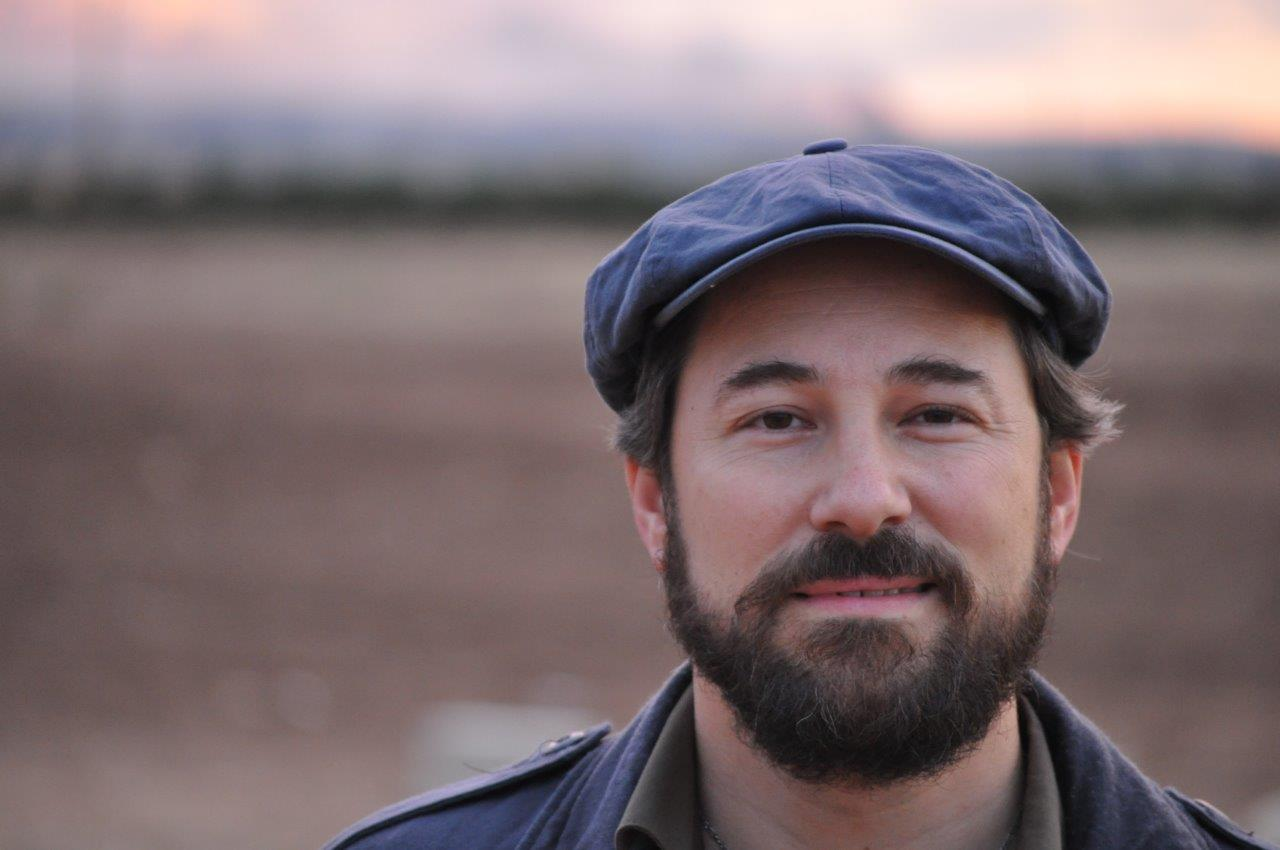
Nikolaus Brauns, 2014

## Leben

### Studium und Beruf
Brauns studierte an der Ludwig-Maximilians-Universität München Geschichtswissenschaft und wurde dort 2002 mit einer Arbeit über die Rote Hilfe Deutschlands promoviert. Er veröffentlichte Bücher und Artikel zur Geschichte der Arbeiterbewegung in Deutschland sowie zur Geschichte und Politik der Türkei, der Kurden und des Nahen Ostens.
Seit 1997 schrieb er als freier Autor für die Junge Welt und leitete 2006 deren bayerisches Regionalbüro in München. Er veröffentlichte unter anderem auch in der Tageszeitung Neues Deutschland und in der SoZ.
Von 2007 bis 2021 arbeitete er als wissenschaftlicher Mitarbeiter der Bundestagsabgeordneten Ulla Jelpke (Die Linke).
Nach Jelpkes Ausscheiden aus dem Bundestag wurde Brauns im November 2021 Redakteur für Innenpolitik bei der Jungen Welt.
Seit April 2023 einer der beiden stellvertretenden Chefredakteure der Jungen Welt, wurde er im September 2024 Co-Chefredakteur dieser Zeitung.

### Beiträge
Im August 2022 veröffentlichte er dort einen Bericht über eine geplante Reise von Janine Wissler, Martina Renner, Anke Domscheit-Berg und Katina Schubert in die Ukraine; diese wollten ihre Solidarität mit den Opfern des russischen Überfalls auf die Ukraine bekunden. Nach der Veröffentlichung wurde die Reise wegen Sicherheitsbedenken abgesagt, da die im Artikel veröffentlichten Details einen gezielten Angriff auf die Delegation möglich gemacht hätten. Renner erklärte gegenüber der taz, dass die Informationen gezielt durchgestochen wurden, um die Reise zu sabotieren.
Am 7. Oktober 2023, dem Tag des Terrorangriffs der Hamas auf Israel 2023, betitelte Brauns seinen Beitrag dazu mit Gaza schlägt zurück und bezeichnete darin die Hamas-Terroristen als „palästinensische Kampfverbände“ sowie die überfallenen israelischen Ortschaften als „zionistische Siedlungen“.

### Politisches Engagement
Von 1990 bis Ende 1992 war Brauns Mitglied der SPD und aktiv bei den Jusos in München. Er war 1994 Mitbegründer der trotzkistischen Kleinstpartei RSB, der er bis 1997 angehörte. Von 1997 bis 2001 gehörte er der Partei des Demokratischen Sozialismus an, für die er bei der Bundestagswahl 1998 als Direktkandidat in München antrat. Seit seinem Austritt aus der PDS ist er parteilos.
Seit 2006 ist er Vorsitzender des nach Hans Litten benannten Vereins Hans-Litten-Archiv e. V. – Verein zur Errichtung und Förderung eines Archivs der Solidaritätsorganisationen der Arbeiter*innenbewegung und der sozialen Bewegungen in Göttingen.

## Publikationen

### Bücher
- Schafft rote Hilfe! Geschichte und Aktivitäten der proletarischen Hilfsorganisation für politische Gefangene in Deutschland (1919–1938). Bonn: Pahl-Rugenstein, 2003, ISBN 3-89144-297-1, 345 Seiten.
- Revolution und Konterrevolution. Ausgewählte Beiträge zur Geschichte der Arbeiterbewegung. Bonn: Pahl-Rugenstein, 2006, 169 Seiten.
- mit Brigitte Kiechle: PKK – Perspektiven des kurdischen Freiheitskampfes: zwischen Selbstbestimmung, EU und Islam. Stuttgart: Schmetterling Verlag, 2010, ISBN 978-3-89657-564-7, 512 Seiten.

### Herausgeberschaften
- hrsg. mit Dimitri Tsalos: Naher und Mittlerer Osten – Krieg, Besatzung, Widerstand. Bonn: Pahl-Rugenstein, 2007, ISBN 978-3-89144-385-9, 209 Seiten.
- hrsg. mit Murat Çakır: Partisanen einer neuen Welt – Eine Geschichte der Linken und Arbeiterbewegung der Türkei. Berlin: Die Buchmacherei, 2018, ISBN 978-3-9819243-4-3, 527 Seiten.